# 穆阳镇
穆阳镇，是中华人民共和国福建省宁德市福安市下辖的一个乡镇级行政单位。

## 行政区划
穆阳镇下辖以下地区：
中兴街社区、西城街社区、石马街社区、东旭街社区、百岁街社区、苏堤街社区、穆阳村和苏堤村。